# Національна партія (ПАР)
Національна партія (НП, афр. Nasionale Party) — політична партія, що правила в ПАС-ПАР з 4 червня 1948 року до 9 травня 1994 року. Її членів іноді називали націоналістами або натами (nats). Її багаторічна програма ґрунтувалася на соціально-політичному лейтмотиві "окремого розвитку" південноафриканської держави за расовою ознакою, що став відомим у світі як апартеїд, а також на створенні республіки, відокремленої від Співдружності націй, та ідеологічно обґрунтованому просуванні культури африканерів.
В 1997 році реорганізована в Нову національну партію, остаточно припинила свою діяльність в 2005 році.

## Історія формування та політика з 1914 до 1948.
Офіційно вважається, що Національна партія була сформована у 1914 році після того, як африканерська націоналістична фракція Південно-Африканської партії (South African Party) вийшла з її складу на тлі суперечок щодо виключення Джеймса Баррі Герцога з партії. На думку прихильників Герцога, його виключення було несправедливим, оскільки він представляв інтереси африканерського народу Південно-Африканського Союзу та виступав проти англофікації бурів. Бури вважали себе нідерландськомовним народом Південної Африки та народом, який воював проти британської армії за незалежність бурських республік від Капської колонії та самої Британської імперії.
1 липня 1914 року, після того як африканерська націоналістична фракція відокремилася від Південно-Африканської партії, була сформована Національна партія. Вона виступала на захист африканерських інтересів та протистояла англіфікації.
Завдяки такій адвокації, яку здійснювала Національна партія, їй вдалося перемогти на виборах 1924 року. Африканерський електорат Південно-Африканської партії перейшов на бік Національної партії та підтримав її на виборах. Ставши правлячою партією, Національна партія досягла компромісу між англомовним та нідерландськомовним населенням Південно-Африканського Союзу, надавши кожній групі право на свій мовний стиль та освіту. Однак чорне населення залишалося значною мірою обмеженим у правах, хоча й отримало деякі свободи.
Під час перебування в опозиції Національна партія зазнавала численних звинувачень у підтримці Німеччини під час Першої світової війни та у небажанні втручання Південно-Африканського Союзу у війну на боці Британської імперії. Проте під керівництвом Джеймса Баррі Герцога партія успішно відбивала ці звинувачення та, незважаючи на це, змогла здобути перемогу на виборах 1924 року.
У 1934 році Південно-Африканська партія була розпущена її останнім лідером Яном Смутсом, який запропонував Джеймсу Баррі Герцогу об’єднатися та сформувати Об’єднану партію. Герцог прийняв цю пропозицію та об’єднав частину Національної партії з новоствореною Об’єднаною партією.
Після об’єднання Герцога та Яна Смутса, інша група партійців Національної партії осудила вибір Герцога щодо об’єднання двох політичних сил в одну. Цю опозицію очолив помічник і тодішній партієць Даніель Франсуа Малан, який пізніше став Прем'єр-міністром Південно-Африканського Союзу в 1948 році.
Після цих подій Національна партія була розділена на дві фракції. Перша фракція, під керівництвом Герцога, підтримувала Об'єднану партію, а інша, під керівництвом Даніеля Франсуа Малана, сформувала Очищену Національну партію, яка виступала за радикальний африканерський націоналізм. Очищена Національна партія прагнула до того, щоб Національна партія була сепарована від англомовних партій Південно-Африканського Союзу.
У 1939 році Ян Смутс здобув перемогу на виборах 1939 року. Після цього частина партійців Об'єднаної партії, переважно колишні партійці Національної партії, відокремилася від партії та розпочала переговори з Даніелем Франсуа Маланом. В результаті цих переговорів була реорганізована Національна партія у вигляді Реюніфікованої Національної партії під лідерством Малана. Ця реорганізація дозволила партії знову здобути популярність серед африканерського електорату в 1948 році та покласти кінець правлінню Яна Смутса, якого Реюніфікована Національна партія вважала англофікатором, що прагнув англіфікувати африканерське населення.
Реюніфікована Національна Партія згодом реформувалася в постійну Національну Партію і повністю одержала перемогу на виборах 1948 року, що поклало кінець роздробленості Національної Партії.

## Політика і Історія з 1948 до 1990 років

### Роки очолювання Малана
У 1948 році, після виборів, Національна Партія здобула перемогу, і перше, що вони почали робити, це впроваджувати перші закони апартеїду під час правління Даніеля Франсуа Малана. Однак, незважаючи на те, що Національна Партія підтримувала ідеї республіканізму, влада під керівництвом Малана вирішила, що Південна Африка ще не готова стати республікою. Проте принципи та пропагування ідеї республіканізму продовжувалися до 1961 року, коли Гендрік Вервурд став прем'єр-міністром Південної Африки.
Під час правління Даніеля Франсуа Малана Південно-Африканський Союз почав активно розвиватися в економічному плані, зокрема розвиваючи промисловість у Капській провінції, значною мірою в Кейптауні. Також під час його правління Південно-Африканська комуністична партія була частково заборонена через її активну підтримку антиапартеїдних рухів та комуністичних ідеї в Південній Африці. Багато активістів Комуністичної партії були заарештовані за вандалізм і інші порушення законів.
Даніель Франсуа Малан покинув пост прем'єр-міністра Південно-Африканського Союзу в 1954 році, підписавши свою відставку.

### Роки очолювання Стрейдома
У 1954 році, після того як Даніель Франсуа Малан підписав свою відставку, були проведені нові вибори. Малан передав повноваження своєму помічнику Йоганнесу Стрейдому, який став кандидатом на посаду прем'єр-міністра. В результаті виборів Стрейдом переміг і розпочав своє правління в Південно-Африканському Союзі.
Йоганнес Стрейдом продовжив політику апартеїду, започатковану Маланом, і ще більше зміцнив систему расової сегрегації. Він також розпочав збільшення фінансування для Союзних сил оборони Південної Африки. Крім того, Стрейдом впровадив нову економічну систему, відому як "Baasskap" (від африкаанс — "панування боса"), яка зберігалася протягом його правління.

### Роки очолювання Вервурда
Після смерті Йоганнеса Стрейдома у 1958 році, на виборах переміг його помічник Гендрік Вервурд, який став новим прем'єр-міністром Південно-Африканського Союзу. Вервурд був відомий своєю рішучою підтримкою політики апартеїду і продовжував зміцнювати її під час свого правління.
Під час правління Вервурда, були підписанні декілька стратегії які допомогли ухилятися від Санкції і легко виходити на шляхи вільної торгівлі, та ще під час правління Вервурда Південна-Африка змогла навести добрі стосунки з Ізраїлем та почати військову кооперацію.
Його прозвали як "Архітект Апартеїду" із за того те що його сприймали як тей хто побудував саму систему Апартеїд але він під креслював це як того що це сможе допомогти Піденній Африці і те що дуже багато стоворюэться непорозуміння зі сторони Всесвітньої Спільноти.
Але його Правління закінчилося тим що він помер в 1966 із за різанини в Капської провінції в Парламенті Піденної-Африки де він був зарізаний.

### Роки очолювання Форстера
Після смерті Вервурда Партія була тимчасово під контролем Форстера для урегулювання ситуації яка була дуже неврівноваженою після смерті Вервурда, але коли Криза була практично зупинена, Балтазар Форстер повністью зміг взяти контроль над Владою та Південною Африкою, де він продовжив Економічні Реформи та Збільшив Витрати на Сили Оборони які були потрібні на цей час, та урегулював частково відносини з Сполученими Штатами Америки для стабілізації Торгових Відносин та інших допоміжних факторів.
Форстер сам давав і Інтервь'ю Американському Журналісту-консерватору Вільяму Баклі, де він розповів те що проблема Апартеїду до сіх пір існує, і потрібно завершити всі конфронтації між Південної Африкою та ООН, і був Потенційним Ворогом Комунізму і був готовий з ним боротися на всіх фронтах політичного глобусу.
Під час його правління Форстер реорганізував Національну Партію на більш контр-коммунізм, та на те що потрібно воювати за Вільний Світ на своєму зібранню Національної Партії в Пітермаріцбурзі.
Форстер під час свого правління і ще почав допомагати іншим Державам Африки та Організнаціям які були Антикомуністичні наміри, підвиш Військову Допомогу ще Родезії та зробив наказ на Підвишення Коштів на Сили Оборони та Бомбардування позиції МПЛА тодішної коммуністчної залозі в Громадянськії війнї в Анголі.
Під час його правління Підвенна Африка смогла отримати багато Політичних Бонусів після практичного розгромлення комуністів в Прикордонії війні, але все Південна Африка не змогла перемогти Коммунітсів тому-що вони завжди мали ресурси для переорганізації так як від  Радянського Союзу так і від Комуністів в Анголі.
Форстер не просидів частину свого терміну так як він в 1978 році подав у відставку да передав владу новому Прем'єру Пітеру Віллему Бота який був готовий до нової реформації Держави та Суспільної Системи.

### Роки очолювання Боти
Пітер Віллем Бота був обраний після Виборів у 1978 як виконуючи обов'язки а в 1979 році як повно-правний Прем'єр Міністр, він почав реформацію форми Апартеїд і зробив окремі представництва Кольорових та Індійців до сіх пір оставляючи Чорно-шкірих без ніякого представництва в державі, та аннонсував Військового Стану в Південно-Західнії Африці де Сили Оборони Південної Африки почали бойові дії з Захованими Комуністичними Территоріями в Регіоні, і закінчилися Прикордонна Війна тим що Війська вийшли з территорій.
Він реформував так же само і Економічну Систему, і почав Домовляності з ООН для припинення масових Санкціх із за Апартеїду які закінчилися тим що Фредерік Віллем де Клерк взяв повноту Влади і почав нову реформу.

## Доказові причини останіх років Апартеїду та Національної Партії
Уряд НП стикався з усе більшим тиском з боку світу через політику апартеїду та окупацію Південно-Західної Африки, що суперечило міжнародному праву. Опозиційні групи, такі як АНК, спочатку чинили опір ненасильницькими діями, а з 1961 року - учиняли напади. Уряд НП відреагував репресіями. Кілька відділів Південноафриканської поліції (ПАП) були призначені для боротьби з повстанцями, іноді використовуючи таємні методи, як, наприклад, відділ "Влакплаас", який був відповідальний за вбивства багатьох членів опозиції. У складі армії, Сил оборони Південної Африки (СОПА), також існували такі підрозділи, як Бюро цивільної співпраці, які використовували таємні засоби для розправи з опозиціонерами, в тому числі й за кордоном. Менші сусідні держави, такі як Свазіленд і Лесото, були економічно залежні від ПАР. Для забезпечення своїх інтересів ПАР проводила численні рейди спецпідрозділів у сусідніх країнах. Уряд НП здебільшого таємно боровся проти рухів за незалежність в Анголі, Мозамбіку та Зімбабве. Президент Бота розробив концепцію тотальної стратегії, яка була задумана як відповідь на "тотальну загрозу" зокола і, серед іншого, пов'язувала і розширювала повноваження армії та поліції. Однак після падіння очолюванна Боти, Фредерік Віллем де Клерк останнії Очільник Південної Африки під час Останніх Років Апартеїду закінчив саму систему Фізично та Внутрішньо-Політично, і почалася нова Епоха для Національної Партії.

## Пост-апартеїд
Після падінна системи Апартеїду в ПАР, Національна партія реформувалася під час правління Вілляма Де Клерка партія стала більш зконцентрованой на Християнську демократію та адвокатуру за справедливість між Африканериським та Чорно-шкірим населленям ПАР, так як компроміс між АНК та Національної Партії було сформовано, Національна Партія смогла проіснувати і ще 4 роки у владі та в 1997 реорганізовувається в ННП.

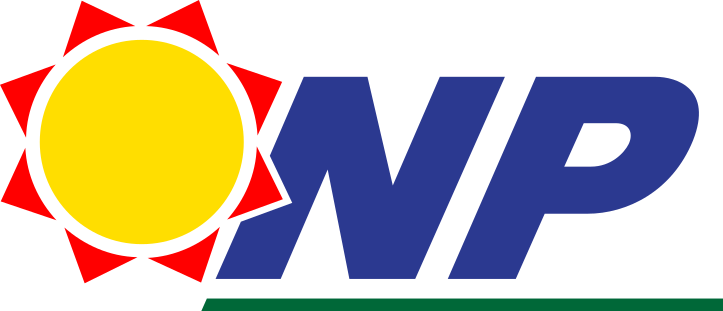
Логотип Національної Партії в Пост-Апартеїді.

Під час правління Національної Партії та Африканськиого національного конгрес  ПАР смогла покінчити с Апартеїду назавжди але все одно Частини Підвенної Африки  до сіх пір були Сегреговані і багато регіонів де були Бантустани до сіх пір були не започатковані с простими людськими умовами.
Національна Партія в 1997 реорганізувалася в Нову Національу Партію вже без Віллема Де Клерка який був Головною Особою в Національної Партії, і після Реорганізації  Національна Партія все одно не зможе взяти достатньо голосів в виборах 1999 року.